# Бекаси
Бека́си (индон. Kota Bekasi) — один из городов-миллионеров провинции Западная Ява, Индонезия. Бекаси расположен на северо-западе острова Ява. Город развивается как город-спутник Джакарты, многие жители работают в столице Индонезии.
Площадь города 210,49 км², население — 2 378 211 человек на 2010 год.

## Административное деление
Город делится на 12 районов.

## Экономика
В Бекаси расположены следующие торговые центры: Metropolitan Mall (англ.), Mega Bekasi Hypermall (сеть Giant), Grand Mall (сеть Hypermart), Blue Oasis City (сеть Carrefour), Bekasi Trade Centre, Bekasi Cyber Park и Bekasi Square (сеть Carrefour). В городе имеется производственная площадка фурнитуры компании Honda, автозавод General Motors.
До 2016 года, в городе существовал второй завод японской компании Panasonic, который был продан китайской компании Skyworth.

## Транспорт
Через город проходят 2 автомагистрали: платная дорога Джакарта-Чикампек (англ.) и Jakarta Outer Ring Road, соединяющие город с Тангерангом, Джакартой и Богором. Как город-спутник Джакарты, Бекаси известен своим плотным дорожным движением. Пробки являются обычным делом на дорогах между Джакартой и Бекаси.
Существует автобусная сеть, а также система скоростного транспорта KRL Jabotabek (индон.). Слово "Jabotabek" является аббревиатурой из первых букв названий городов Jakarta, Bogor, Tangerang и Bekasi.

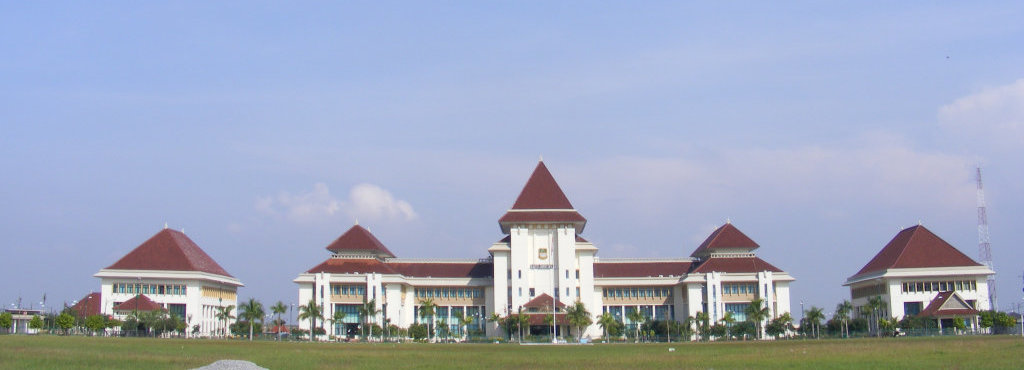
Здание администрации Бекаси
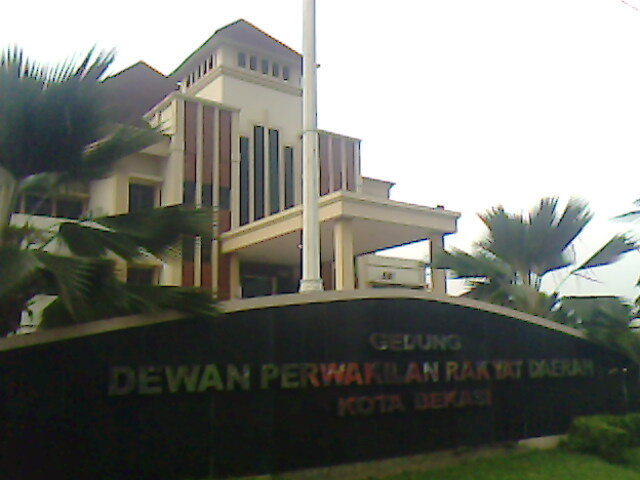
Здание регионального собрания в Бекаси
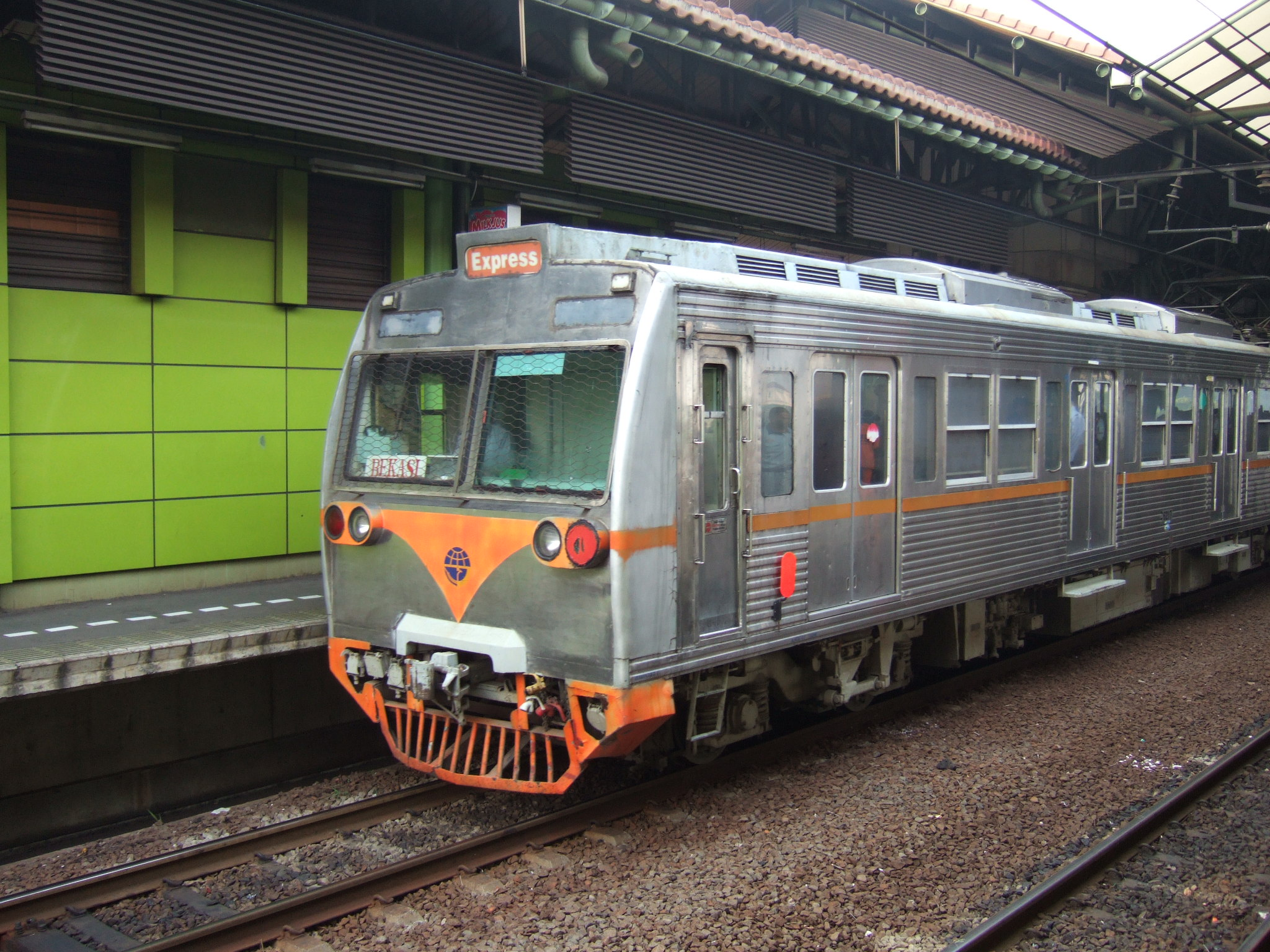
Экспресс в Бекаси